# Hopea basilanica
Espèce
Statut de conservation UICN

 CR B2ab(i,ii,iii,v); C2a(i) : 
En danger critique
Hopea basilanica est une espèce de plantes du genre Hopea de la famille des Dipterocarpaceae.